# Sune Larsson
Sune Larsson (* 21. Juni 1930) ist ein ehemaliger schwedischer Skilangläufer.

## Werdegang
Larsson, der anfangs für Oxbergs IF und später für den IFK Mora startete, gewann bei den Schwedischen Meisterschaften 1953 seinen ersten nationalen Titel im Teamsprint mit Gunnar Larsson und Per-Erik Larsson. Diesen Erfolg wiederholte er noch zweimal in den Folgejahren. Bei den Nordischen Skiweltmeisterschaften 1954 in Falun gewann er gemeinsam mit Sixten Jernberg, Arthur Olsson und Per-Erik Larsson hinter den Staffeln aus Finnland und der Sowjetunion die Bronzemedaille. Bei den Schwedischen Meisterschaften 1955 gewann er den Titel über die 30 km. Es blieb sein einziger Einzeltitel der Karriere. 1959 gewann Larsson den Wasalauf.